# Oshnavieh
Oshnavieh (Perzisch: اشنويه, geromaniseerd: Oshnavīyeh; Koerdisch: شنۆ, geromaniseerd: Şino) is de hoofdstad van het district Oshnavieh in de provincie West-Azerbeidzjan in Iran. Bij de telling van 2016 bedroeg de bevolking 40.000 in 2.000 gezinnen.
De stad wordt bevolkt door Koerden die Sorani spreken.

## Geschiedenis

### 20e eeuw
De stad werd in 1946 opgenomen in de kortstondige Republiek Mahabad.

### Mahsa Amini-protesten
Hoofd artikel: Mahsa Amini-protesten
Op 24 september 2022 werd de stad kort overgenomen door demonstranten tijdens de Mahsa Amini-protesten. De stad werd later heroverd door veiligheidstroepen.